# 龍盜龍屬
龍盜龍屬（學名：Dracoraptor）是一種原始的新獸腳類恐龍，生活於侏羅紀早期的英國威爾斯。這是首次有侏羅紀時期的恐龍於威爾斯出土，同時也是目前已知生存年代最久遠的侏儸紀恐龍之一。

## 發現歷史
龍盜龍的化石於 2014 至 2015 年在威爾斯的珀納斯附近被發現。最初由業餘的化石獵人兄弟檔尼克（Nick Hanigan）與羅伯（Rob Hanigan）在 2014 年三月間發現於格拉摩根谷的小鎮拉韋爾諾克（Lavernock）地區一座七公尺高的崩崖，當初曼徹斯特大學的研究人員為這些化石做了X光及CT的掃描及一系列的清修作業，這些化石後來移送至威爾斯國家博物館保存；由於發現的化石並不完整，相關研究人員曾在化石的發現地點反覆的搜索過，卻沒有找到任何的骨骼。直到隔年七月，才由一位樸茨茅斯大學的學生另外發現部分的足部骨骼。
正模標本（NMW 2015.5G.1–2015.5G.11）來自 Blue Lias 組公牛崖段（Bull Cliff Member）非常靠近三疊紀與侏羅紀地層交界處的部分，根據附近的化石年代及地層中有機碳的同位素 δ13 Corg 的分布，研判屬於侏羅紀早期的赫塘階（約兩億年至一億九千九百萬年前），標本包含全身約 40% 的化石，是目前威爾斯已知出土的獸腳類恐龍化石中最完整的。
龍盜龍最終由樸茨茅斯大學的古生物學家 David M. Martill 等人正式發表。屬名由拉丁文的 draco 和 raptor 組成，意為「龍盜賊」；種名以發現者的姓氏 Hanigan 為名（然而以文法而言，正確的用法應該是 haniganorum）。

## 描述
據估計威爾斯出土的龍盜龍約有兩公尺長，約 70 公分高，由於許多骨骼都明顯尚未完全成形，顯示這隻龍盜龍可能還在發育中；目前還不確定成年龍盜龍的體型，可能至少有三公尺長。